# 337.ª Divisão de Infantaria (Alemanha)
A 337ª Divisão de Infantaria (em alemão:337. Infanterie-Division) foi uma unidade militar que serviu no Exército alemão durante a Segunda Guerra Mundial.

## Comandantes
| Comandante                          | Data                                            |
| ----------------------------------- | ----------------------------------------------- |
| Generalleutnant Karl Spang          | 15 de novembro de 1940 - 2 de maio de 1941      |
| Generalleutnant Kurt Pflieger       | 2 de maio de 1941 - 15 de março de 1942         |
| General der Artillerie Erich Marcks | 15 de março de 1942 - 20 de setembro de 1942    |
| Generalleutnant Otto Schünemann     | 20 de setembro de 1942 - 27 de dezembro de 1943 |
| Generalleutnant Walter Scheller     | 27 de dezembro de 1943 - ? de julho de 1944     |

## Área de operações
| Alemanha                   | dezembro de 1940 - março de 1941 |
| Bélgica & França           | de março de 1941 - maio de 1942  |
| Frente Oriental, setor sul | maio de 1942 - julho de 1944     |